# پلیس‌گیری
پلیس‌گیر
ی (به هندی: Policegiri) فیلمی محصول سال ۲۰۱۳ و به کارگردانی کی. اس. راویکومار است. در این فیلم بازیگرانی همچون سانجی دات، پراکاش راج، پراچی دسای، ماکش تیواری، راجپال یاداو ایفای نقش کرده‌اند.